# Burnham-on-Crouch
Burnham-on-Crouch is een civil parish in het bestuurlijke gebied Maldon, in het Engelse graafschap Essex. De plaats telt 7671 inwoners.

## Jumelage
- L'Aiguillon-sur-Mer (Frankrijk)